# 뇌하수체
뇌하수체(腦下垂體, 영어: pituitary gland, 영어: hypophysis)는 시상하부 아래쪽에 매달려 있는 내분비 기관의 하나이다. 하수체 또는 골밑샘이라고도 한다. 사람의 경우 지름은 약 1 cm, 무게는 0.5g정도이다. 다른 종류의 호르몬들의 분비를 조절하는 호르몬들을 비롯하여, 직접 많은 호르몬들을 분비하는 기능을 하는 내분비기관이다.
뇌하수체는 척추동물의 내분비계에서 중심적인 작용을 하는 내분비샘으로 전엽·중엽·후엽의 세 부분으로 되어 있으며, 각각 작용이 다른 호르몬이 분비되고 있다. 전엽에서는 성장 호르몬(STH)·갑상선 자극 호르몬(TSH)·부신 피질 자극 호르몬(ACTH)·여포 자극 호르몬(FSH)·황체 형성 호르몬(LH)·젖분비 자극 호르몬(LTH)의 6종 호르몬이 분비된다. 한편, 중엽에서는 색소 세포 자극 호르몬(MSH)이 분비되는데, 중엽은 사람의 경우 성인이 되면 퇴화하므로 그 기능이 분명치 않다. 후엽에서는 자궁 수축 호르몬(옥시토신)과 항이뇨 호르몬(바소프레신)이 분비된다.

## 구조

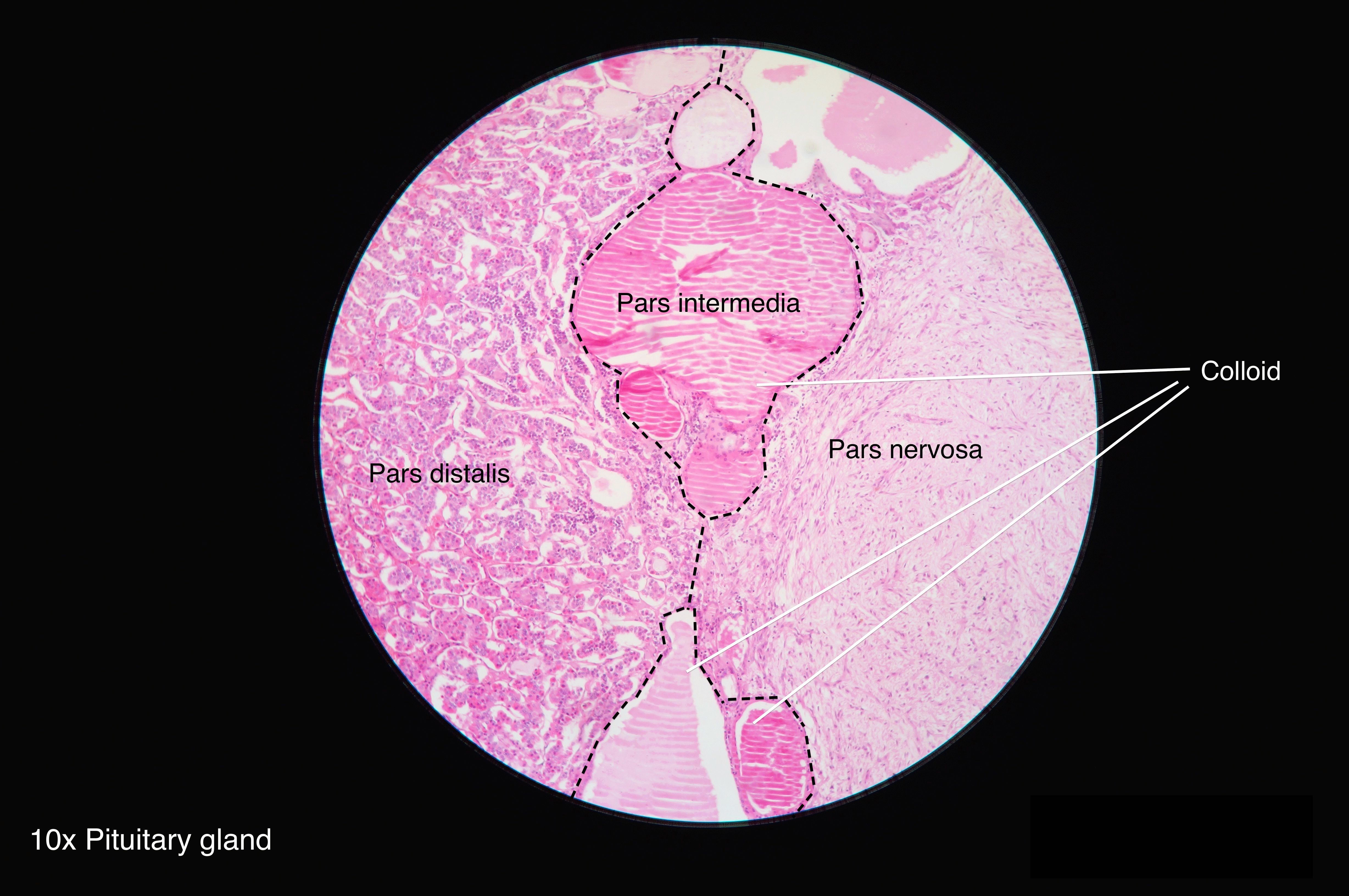
뇌하수체의 조직 이미지

사람의 뇌하수체는 달걀모양으로 콩알만한 크기로 일명 '말안장'이라고 하는 터키안장(sella turcica) 뼈로 둘러싸여 있다. 두 엽으로 구성된 것으로 보아 뇌하수체 전엽과 뇌하수체 후엽으로 구분할 수 있으며, 그 중간 부분을 뇌하수체 중엽이라 부르기도 한다. 뇌하수체 중엽의 경우 혈관이 지나지 않으며 사람에서는 거의 아무런 기능을 하지 않는다. 그러나 설치류 등 다른 동물에서는 무시할 수 없는 기능을 수행한다. 모든 동물에서 뇌하수체 전엽은 시상하부의 확장으로 볼 수 있는 뇌하수체 후엽과 조직학적인 차이도 보인다.
뇌하수체의 높이는 5.3~7.0 mm 정도이며, 부피는 200~440 mm3 정도이다.

### 뇌하수체 전엽
뇌하수체 전엽은 구강 외배엽의 함입에서 발생한다. 이는 뇌하수체 후엽이 신경외배엽에서 유래하는 것과 대조적이다.
전엽의 내분비세포는 시상하부에서 분비되어 모세혈관을 타고 전엽으로 들어오는 조절호르몬, 방출호르몬에 의해 조절된다.
발생(發生) 단계의 구강으로부터 유래한다. 생체 조직에 영향을 미치는 호르몬뿐만 아니라 다른 내분비샘의 활성에 영향을 미치는 샘자극호르몬도 분비된다. 뇌하수체 전엽에서 분비되는 호르몬들은 다음과 같다.
- 샘자극호르몬
  - 갑상선자극호르몬(TSH)
  - 부신피질자극호르몬(ACTH)
  - 여포자극호르몬(FSH)
  - 황체형성호르몬(LH)
- 생장호르몬(GH 또는 STH)
- 프로락틴(PRL)
- 엔돌핀
- 엔케팔린

### 뇌하수체 중엽
대부분의 척추동물에서 발견되는 부분이나, 인간의 경우 퇴화하여 존재하지 않으며 뇌하수체 전엽이 이를 대신한다. 뇌하수체 중엽에서 분비되는 호르몬은 다음과 같다.
- 멜라닌세포자극호르몬(MSH)

### 뇌하수체 후엽
발생(發生) 단계의 시상하부로부터 유래한다. 여기에서는 호르몬을 직접 합성하지 않으며, 시상하부에 있는 뉴런들에서 만들어진 신경호르몬을 저장해 두었다가 필요할 때에 분비한다. 뇌하수체 후엽에서 분비되는 호르몬들은 다음과 같다.
- 옥시토신(OTC)
- 항이뇨호르몬(ADH)

## 기타
1977년에 뇌하수체 호르몬의 발견과 면역정량 방법의 개발에 관한 연구로 앤드루 섈리는 로제 기유맹, 로절린 서스먼 얠로와 함께 노벨 생리학·의학상을 수상했다.

## 다른 그림

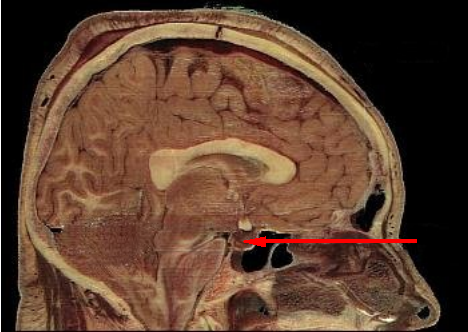
사람의 뇌에서 뇌하수체의 위치
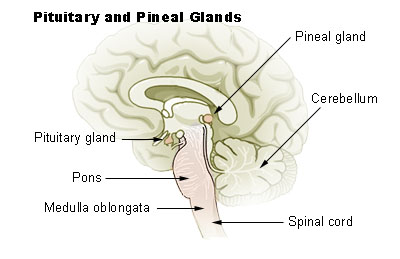
뇌하수체와 솔방울샘
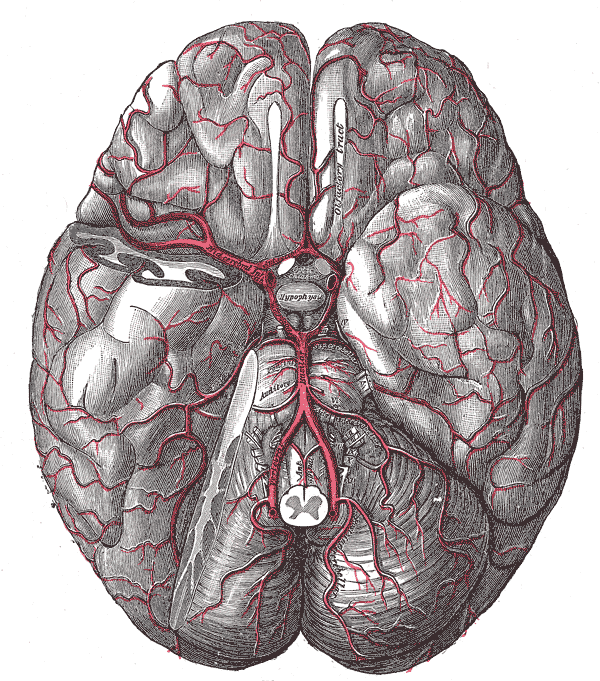
뇌 기저부를 지나는 동맥들
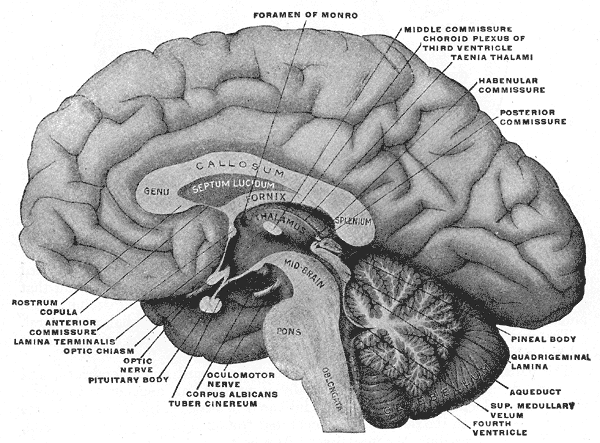
뇌의 내측 시상 절단면
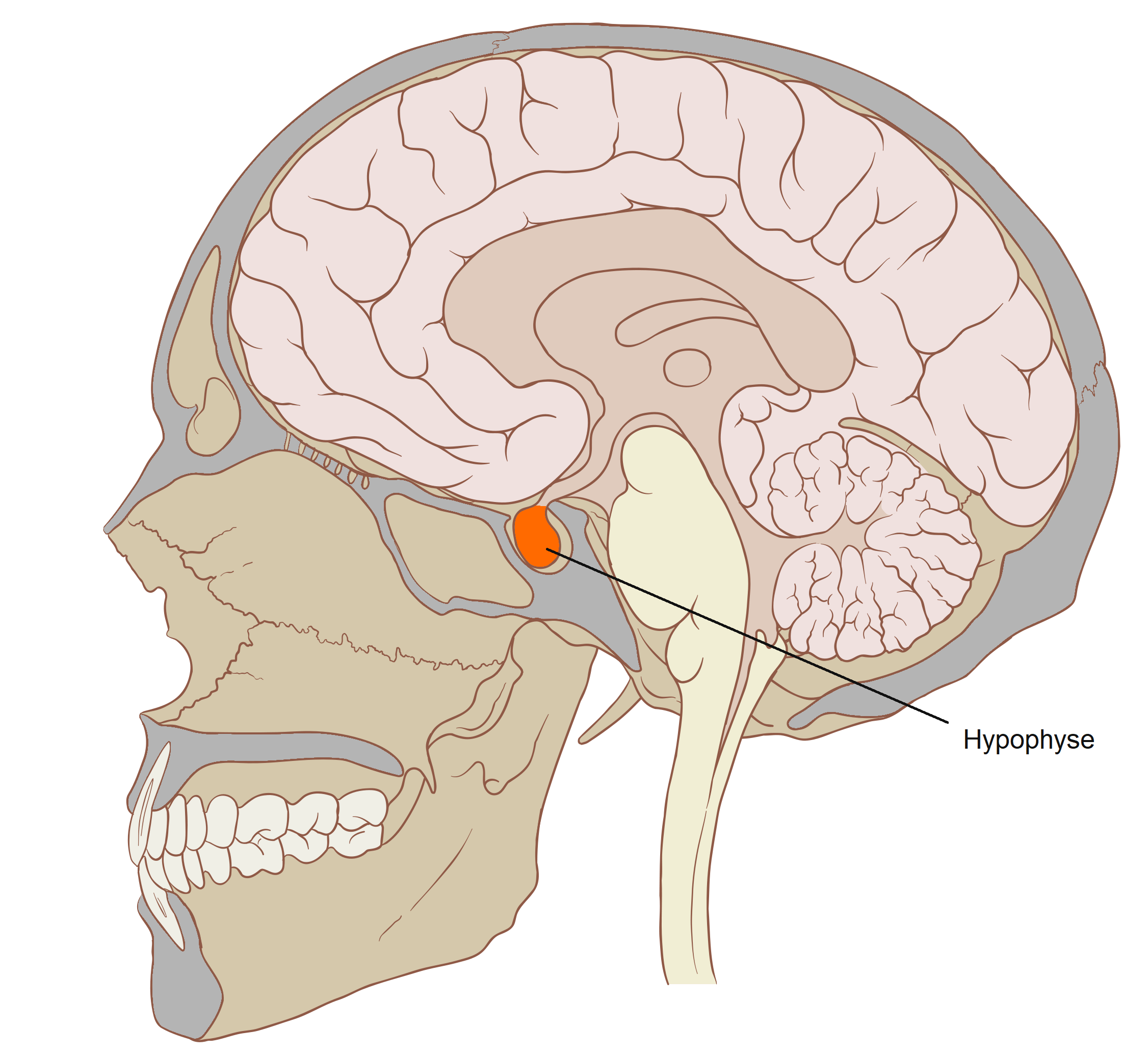
뇌하수체의 위치

## 같이 보기
- 시상하부
- 솔방울샘
- 대뇌기저핵

## 참고 문헌
1. ↑  《글로벌 세계대백과사전》,  〈뇌하수체〉
2. ↑  Ganapathy MK, Tadi P (Jan 2020). “Anatomy, Head and Neck, Pituitary Gland”. StatPearls Publishing. PMID 31855373. 2020년 9월 24일에 확인함.
3. 1 2  Melmed, Shlomo (2011). 《The Pituitary -》 Thi판. San Diego, CA 92101-4495, USA: Academic Press is an imprint of Elsevier. 23–25쪽. ISBN 978-0-12-380926-1.
4. 1 2 3  이광웅 외 (2003년 2월 28일). 《생명: 생물의 과학》. 교보문고.
5. ↑  Yadav, Pratiksha; Singhal, Shubham; Chauhan, Surbhi; Harit, Saumya (2017). “MRI Evaluation of Size and Shape of Normal Pituitary Gland: Age and Sex Related Changes”. 《Journal of Clinical and Diagnostic Research》. doi:10.7860/JCDR/2017/31034.10933.
6. ↑  Boron, Walter F.; Boulpaep, Emile L. (2009). 《Medical Physiology》 2판. Philadelphia: Saunders Elsevier. 1016–1017쪽. ISBN 978-1-4160-3115-4.
7. ↑  Starr, Cecie. 《Biology: Concepts and Applications》 (영어). Thomson Brooks/Cole.